# Armando Costa (dramaturgo)
Armando Costa (Rio de Janeiro, 05/05/1933 – Rio de Janeiro, 09/04/1984) foi um dramaturgo e roteirista brasileiro, e atou principalmente entre as décadas de 1960 e 1980. Suas principais obras se desenvolveram no contexto da ditadura militar brasileira, em veículos de cinema e televisão. 

## Biografia e Carreira no Teatro
Armando Costa começou a sua carreira como dramaturgo no Centro Popular de Cultura (CPC) no Rio de Janeiro, entre os anos de 1961 e 1962 atuando no setor teatral. As realizações do grupo tinham como um objetivo comum uma arte popular engajada politicamente, levando encenações teatrais para as ruas. Essa temática revolucionária é vista em obras escritas pelo autor como "O petróleo ficou nosso", "Clara do Paraguai" e "Auto dos 99%"(1962), no qual participou da escrita em conjunto com o grupo de peças para os palcos. Entretanto, é importante frisar que, devido a esse caráter coletivo de produções da época, é possível que Armando Costa tenha participado de outras obras desse período.
Com o encerramento das atividades do CPC após o golpe civil-militar em 1964, Armando Costa, Paulo Pontes e Oduvaldo Vianna Filho (Vianinha), criaram o Show Opinião como uma reestruturação do teatro engajado em uma resistência política. O show em questão representava uma luta artística em resposta à opressão da ditadura militar através de elementos como o humor e números musicais, conquistando um marco cultural simbólico. Esse impacto gerou então o "Grupo Opinião" em 1965, dando continuidade nas atividades do show que o precedeu, ainda contando com a participação de Armando como, por exemplo, com a contribuição no argumento de "Se correr o bicho pega, se ficar o bicho come" em 1966, e a adaptação do texto de Frederick Cock "A saída? Onde fica a saída?" em 1967.
No ano de 1967, após a saída do Grupo Opinião, Armando Costa e Vianinha fundaram a companhia Teatro do Autor Brasileiro (TAB) com a parceria criativa de Paulo Pontes. O conjunto, de breve duração, produziria então a peça satírica "Dura lex sed lex no cabelo só gumex". Já em 1969, surgia a peça "Brasil & cia." a partir da parceria de Armando Costa com Paulo Pontes, Vianinha e Ferreira Gullar, por encomenda do ator Paulo Autran.

## Cinema
A intensificação da censura em 1968 produziria uma retração do conteúdo político, o que prejudicou a estrutura financeira do circuito. Sob esse contexto, Armando ampliou seus horizontes de atuação cultural, se inserindo cada vez mais no setor cinematográfico em diversas funções ao longo de 15 anos, entre 1969 e 1983. No filme "Copacabana me engana" (1969) de Antonio Carlos da Fontoura, Costa atuou como assistente de direção. Já em "Minha Namorada" (1971), dirigiu e produziu em parceria com Zelito Vianna. Armando se destacou principalmente escrevendo longas metragens ficcionais, geralmente criados em conjunto com outros autores, o que viria a ser um aspecto de sua forma de trabalhar. O dramaturgo escreveu cerca de vinte roteiros dentro de sua carreira entre diversos gêneros cinematográficos que conciliassem o objetivo comercial com um teor político. A lista de roteiro assinados por Costa contém filmes como "A vingança dos doze" (1970, roteiro com Marcos Farias), "Pedro Diabo ama Rosa Meia-Noite" (1970, com Miguel Faria Júnior), "Pica-pau amarelo" (1973, com Geraldo Sarno), "Batalha de Guararapes" (1978, com Miguel Borges, Gustavo Dahl e Paulo Thiago).

## Televisão
A partir dos anos 1970, o colapso econômico do teatro político e a concentração dos meios de produção cultural na televisão motivaram a migração de diversos dramaturgos para a Rede Globo. Costa foi convidado por Vianinha para integrar a equipe de roteiristas de A grande família (1973–1975), sitcom que, sob sua coautoria, deslocou-se para um realismo popular afinado com a condição da classe média baixa urbana. O programa conjugava comédia de costumes, crítica moral e alegorias sociopolíticas do “milagre econômico”, revelando um refinamento dramatúrgico raro na televisão brasileira da época. Posteriormente, Costa contribuiu com roteiros para Malu Mulher (1979–1980), série feminista protagonizada por Regina Duarte, e Amizade Colorida (1981), espécie de contraponto masculino à narrativa de Malu.

## Legado
Armando Costa faleceu em 1984, no Rio de Janeiro. Embora tenha sido figura central na construção de uma arte crítica durante a ditadura militar, seu nome permanece pouco conhecido nos estudos acadêmicos e culturais sobre o período. Isso se deve, em parte, à sua preferência por trabalhos coletivos e à ausência de uma marca autoral individual além do fato de que não fazia questão de fama ou de assinar suas obras. No entanto, sua contribuição para o teatro político, o cinema popular e a televisão brasileira continua sendo relevante para a compreensão da articulação entre arte e resistência no Brasil do século XX.

## Armando Costa "Televisão para Mim Não É Bico" (2024)

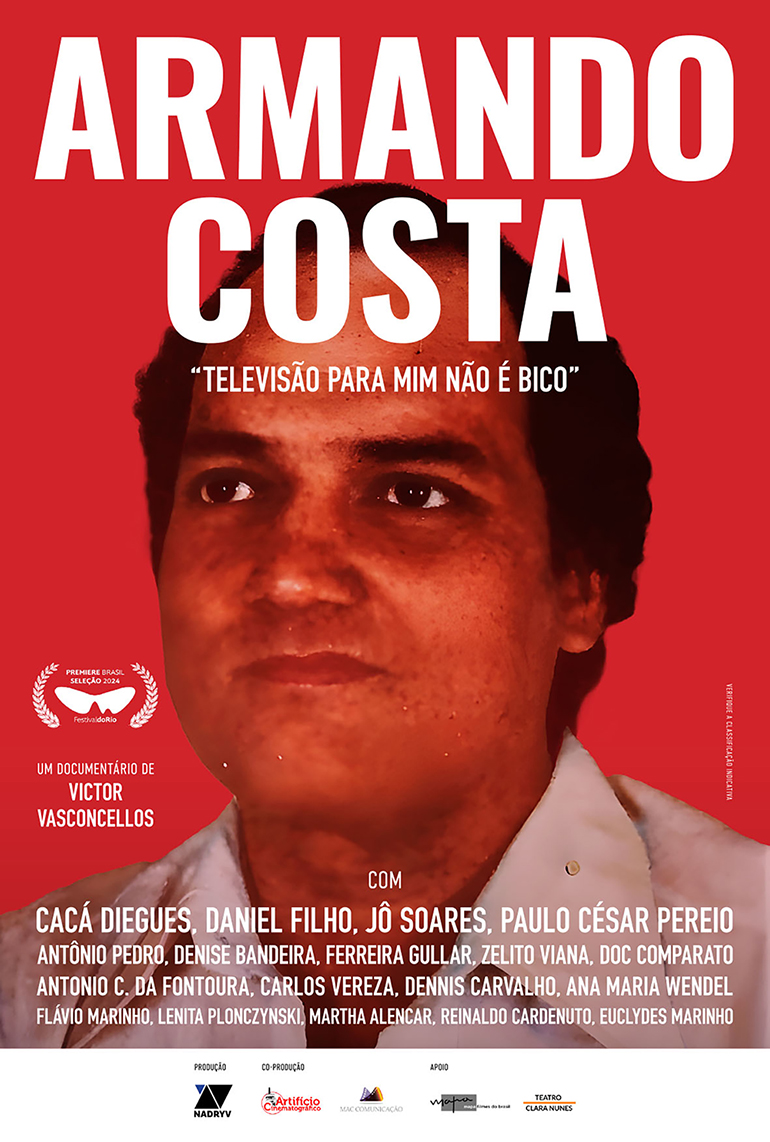
Poster do filme "Armando Costa "Televisão para Mim Não É Bico""(2024) de Victor Vasconcellos

No intuito de preservar a memória coletiva em torno do dramaturgo, o diretor Victor Vasconcellos realiza o documentário "Armando Costa: "Televisão para Mim Não É Bico"" (2024). A produção se dedica a reconstruir e dar visibilidade à trajetória de uma figura emblemática — ainda que ofuscada — da cultura brasileira, a partir de itens de seu acervo pessoal e de depoimentos de amigos e contemporâneos." O filme conta com a participação de Cacá Diegues, Antônio Pedro, Denise Bandeira, Ferreira Gullar, Zelito Viana, Reinaldo Cardenuto, Flávio Marinho, Daniel Filho, A.C. Fontoura, Jô Soares, Paulo César Peréio e outros e teve sua estreia mundial na 26ª edição do Festival do Rio em 2024

## Obras

### Teatro
- "Auto dos 99%" (1962, com Antonio Carlos da Fontoura, Carlos Estevam Martins, Cecil Thiré, Marcos Aurélio Garcia e Vianinha)
- "Brasil, versão brasileira" (1962, direção)
- "O petróleo ficou nosso" (1962-63)
- "Clara do Paraguai" (1962-63)
- "Show "Opinião" (1964, com Paulo Pontes e Vianinha)
- "Brasil pede passagem" (1965, criação coletiva, Grupo Opinião)
- "Samba pede passagem" (1965, direção em conjunto com João das Neves e roteiro em conjunto com Sérgio Cabral e Vianinha)
- "Se correr o bicho pega, se ficar o bicho come" (1966, com Denoy de Oliveira, Ferreira Gullar, João das Neves, Paulo Pontes, Pichin Plá, Tereza Aragão e Vianinha)
- "Telecoteco opus n. 1" (1966, direção)
- "Meia volta vou ver" (1967, direção)
- "Dura lex sed lex no cabelo só gumex" (1967, idealização e roteiro em conjunto com Paulo Pontes e Vianinha)
- "A saída? Onde fica a saída?" (1967, adaptação em conjunto com Antonio Carlos da Fontoura e Ferreira Gullar)
- "Brasil & cia." (1969, com Ferreira Gullar e Paulo Pontes)
- "Allegro Desbum" (1973, com Vianinha)
- "O repouso da guerreira" (1975, com Paulo Pontes)
- "Viva o gordo, abaixo o regime" (1978, com Jô Soares, José Luiz Archanjo e Millôr Fernandes)
- "Brasil, da censura à abertura" (1980, com Jô Soares, José Luiz Archanjo e Sebastião Nery)
- "O analista de Bagé" (1982, adaptação do livro homônimo de Luis Fernando Veríssimo)
- "Um gordoidão no país da inflação" (1983, com Jô Soares)

### Cinema (Roteiro)[2]
- "A vingança dos doze" (1970, com Marcos Farias)
- "Em Busca do Su$exo" (1970)
- "Minha Namorada" (1970, Zelito Viana)
- "Pedro Diabo ama Rosa Meia-Noite" (1970, com Miguel Faria Júnior)
- "O Doce Esporte do Sexo" (1971)
- "Faustão (filme)" (1971, com Eduardo Coutinho)
- "A Viúva Virgem" (1972)
- "O pica-pau amarelo" (1973, com Geraldo Sarno)
- "Vai trabalhar, vagabundo" (1973, com Hugo Carvana)
- "Ainda agarro esta vizinha" (1974, adaptação de "Allegro Desbum")
- "Ainda Agarro Esta Vizinha..." (1974, com Vianinha e Marcos Rey)
- "O Ibraim do Subúrbio" (1976)
- "O bom marido" (1978, com Antonio Calmon e Leopoldo Serran)
- "Batalha de Guararapes" (1978, com Miguel Borges, Gustavo Dahl e Paulo Thiago)
- "Se segura, malandro" (1978, com Leopoldo Serran e Hugo Carvana)
- "Nos Embalos de Ipanema" (1978)
- "O Bom Marido" (1978)
- "O Golpe Mais Louco do Mundo" (1978)
- "Amante Latino" (1979, com Paulo Coelho e Roberto Livi)
- "Bar Esperança, o último que fecha" (1983, com Denise Bandeira, Euclydes Marinho, Denise Bandeira, Martha Alencar e Hugo Carvana)

### Televisão (Rede Globo)
- "A Grande Família" (a partir de 1973, com Vianinha e outros)
- Roteiros para o programa "Caso Especial" (início dos anos 1970)
- "Amizade colorida" (1981)
- "Malu Mulher" (1979–1980)
- "Viva o Gordo" (1981–1987)

## Prêmios
- "Copacabana me engana", 1969) - Melhor Argumento no Festival de Brasília, 4, 1968, Brasília, DF..[3]

- Vai trabalhar, vagabundo" (1973) - Prêmio Coruja de Ouro, 1973, do INC - Instituto Nacional de Cinema de Melhor roteiro para Costa, Armando e Carvana, Hugo..[4]

- "Bar Esperança, o último que fecha" (1983) - Kikito de ouro de melhor roteiro do Festival de Cinema de Gramado de 1983.[5]